# Міністерство з питань поселень Ізраїлю
Міністерство з питань поселень і національних місій Ізраїлю (івр. משרד ההתיישבות והמשימות הלאומיות, Місрад га-гіт'яшвут ве-га-месімот га-леумійот) — урядова установа виконавчої влади Ізраїлю, яка відповідає за державну політику Ізраїлю стосовно поселень.

## Історія
16 травня 2020 року прем'єр-міністр Ізраїлю Беньямін Нетаньягу запропонував створити Міністерство з питань поселень і національних місій. Першим міністром була призначена Ципі Хотовелі. З 29 грудня 2022 року міністерство очолила Оріт Струк.